# Lijst van personen uit Vilnius
Dit is een lijst van personen uit Vilnius, de hoofdstad van Litouwen. De lijst geeft een (incompleet) chronologisch overzicht van mensen die in de stad geboren zijn en een artikel op de Nederlandstalige Wikipedia hebben.

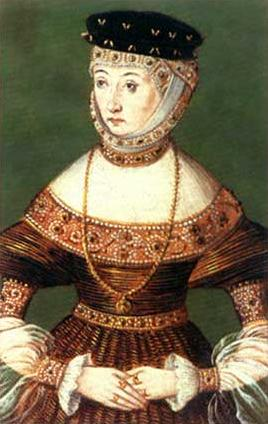
Aristocraat Barbara Radziwiłł (1520-1551)

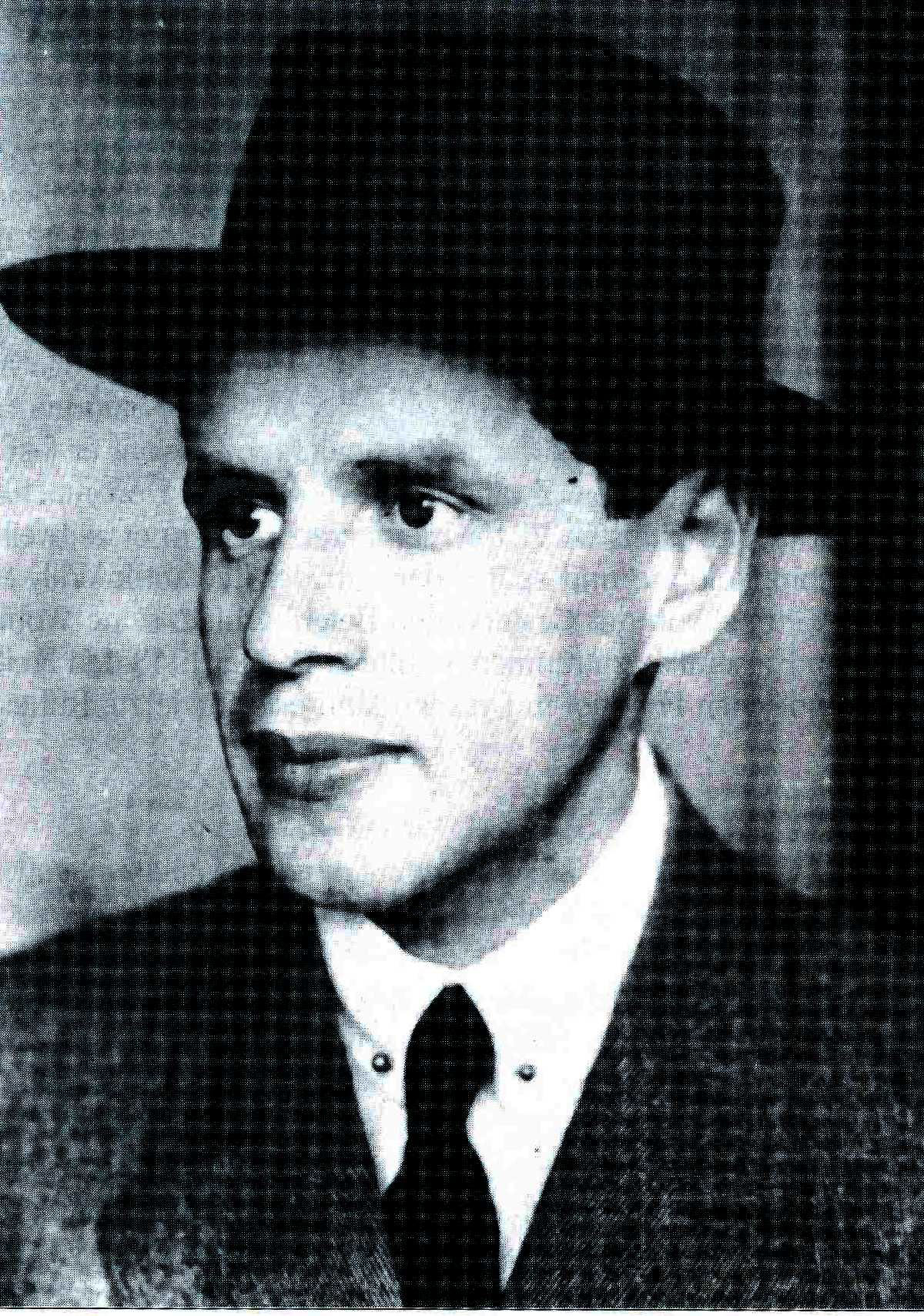
Beeldhouwer en kunstschilder Lasar Segall (1891-1957)

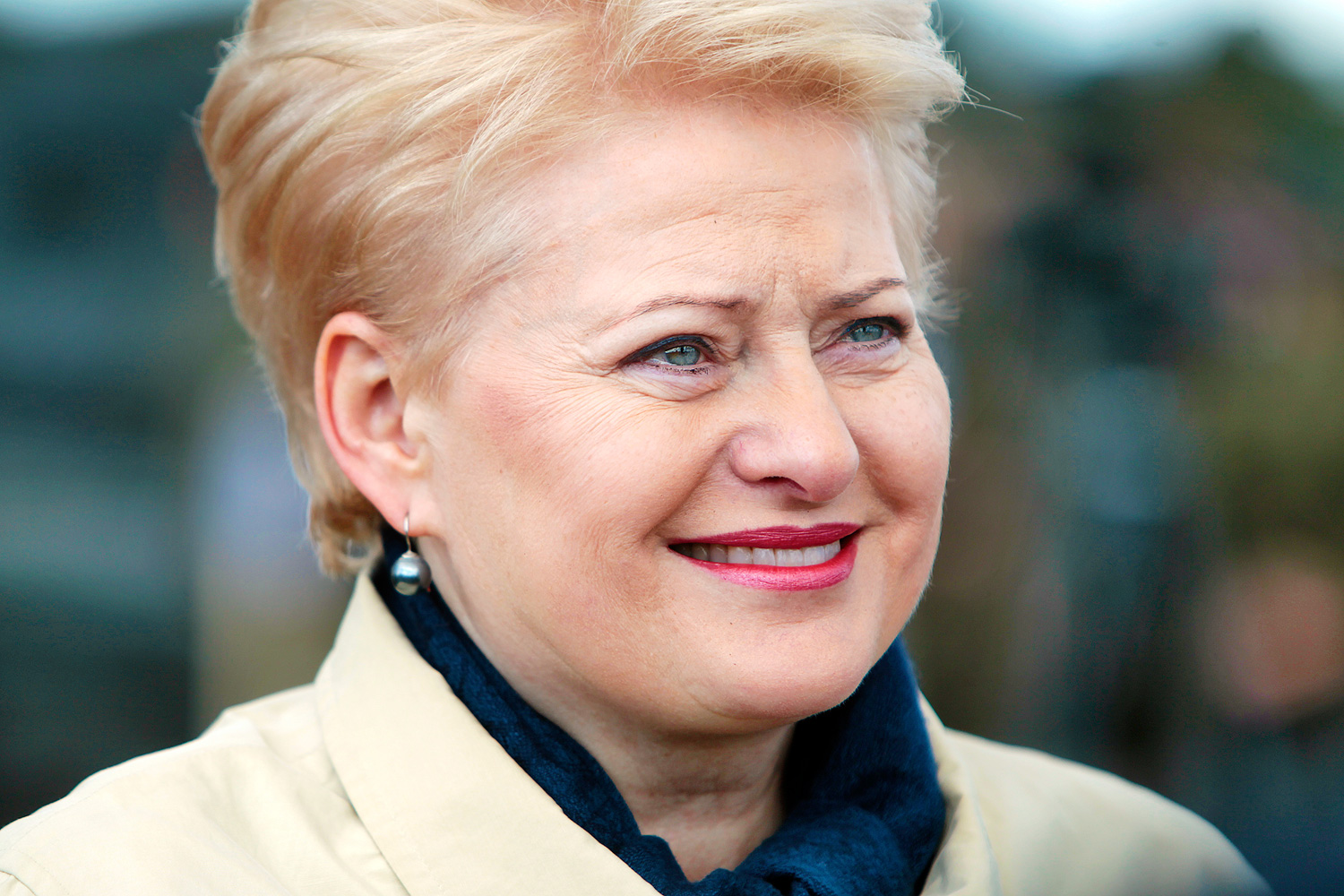
Politica Dalia Grybauskaitė (1956)

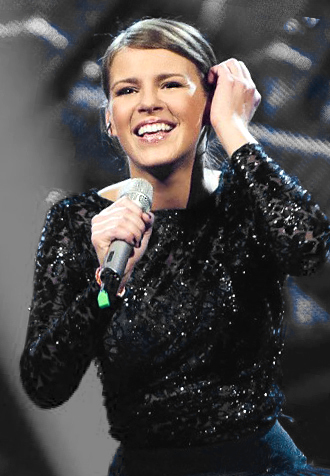
Zangeres Vilija Matačiūnaitė (1986)

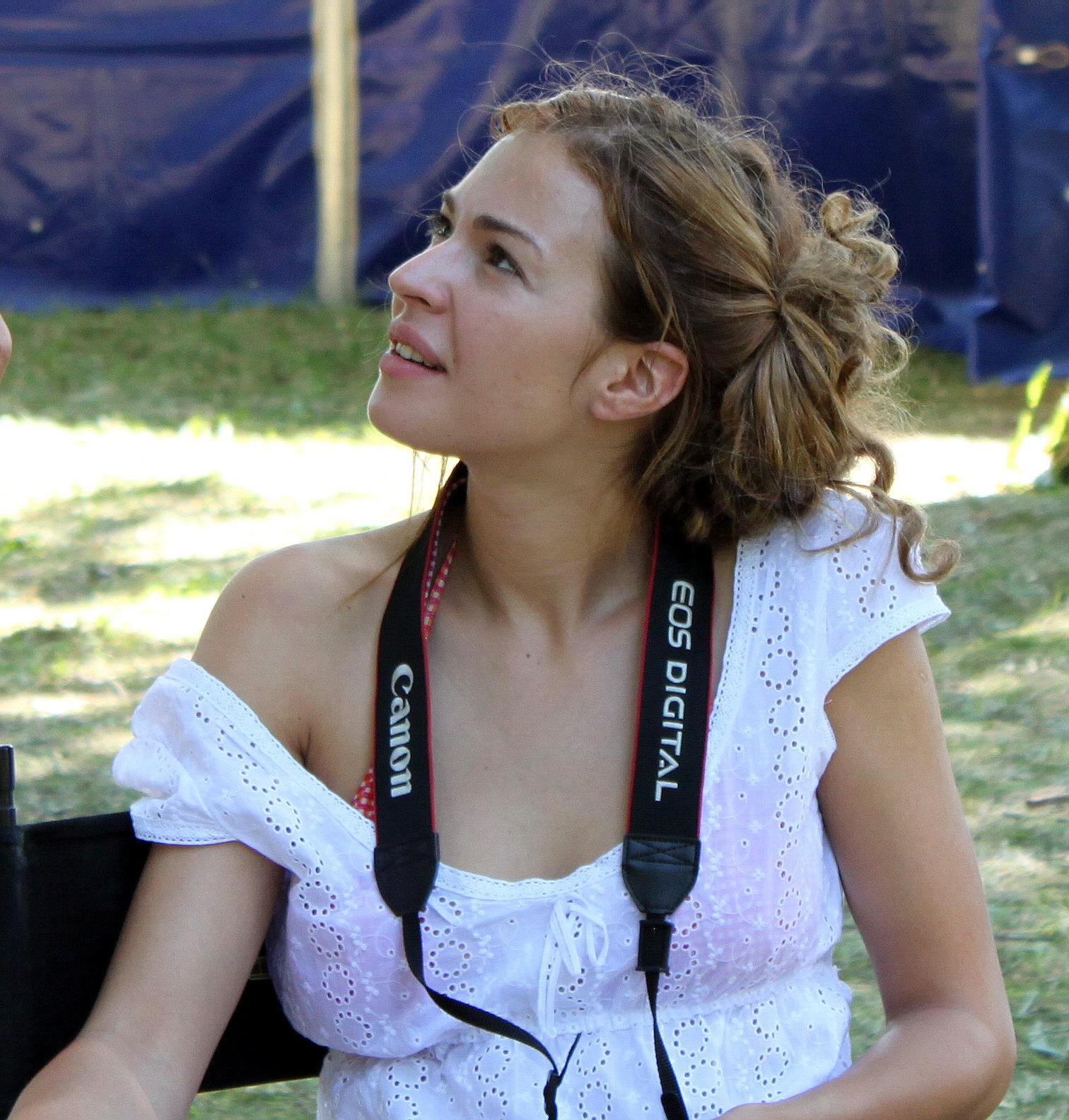
Actrice Agnija Ditkovskytė (1988)

## Geboren in Vilnius

### Voor 1900
- Wladislaus II Jagiello (ca. 1351-1434), koning van Polen en grootvorst van Litouwen
- Barbara Radziwiłł (1520-1551), koningin van Polen en grootvorstin van Litouwen
- Antoni Radziwiłł (1775-1833), Pools-Pruisisch aristocraat, politicus, mecenas en componist
- Marie Therese Forster (1786-1862), Duits schrijfster
- Emilia Plater (1806-1831) Pools-Litouws revolutionaire en gravin
- César Cui (1835-1918), Russisch componist en muziekcriticus
- Alexander Berkman (1870-1936), activist
- Lasar Segall (1891-1957), Braziliaans beeldhouwer, graficus en kunstschilder
- Kazimiera Iłłakowiczówna (1892-1983), Pools filosoof, dichteres en tolk
- Boris Skossyreff (1896-1989), Russische emigrant en charlatan

### 1900 - 1919
- Jascha Heifetz (1901-1987), Amerikaans-Russisch violist
- Romain Gary (1914-1980), Frans schrijver

### 1920 - 1939
- Marija Gimbutas (1921-1994), Amerikaans-Litouws archeologe
- Tadeusz Konwicki (1926-2015), Pools (scenarios)chrijver en filmregisseur
- Andrew Schally (1926-2024), Amerikaans-Canadees-Pools endocrinoloog en Nobelprijswinnaar (1977)
- Elwira Seroczyńska (1931-2004), Pools langebaanschaatsster

### 1940 - 1959
- Felix Kaplan (1946), Litouws-Nederlands tennisser, tenniscoach en schrijver
- Gediminas Kirkilas (1951-2024), politicus; premier 2006-2008
- Zehava Gal-On (1956), Israëlisch politica en activiste
- Dalia Grybauskaitė (1956), politica
- Andrius Kubilius (1956), politicus

### 1960 - 1979
- Robertas Žulpa (1960-2024), zwemmer
- Jurga Ivanauskaitė (1961-2007), schrijfster
- Ingeborga Dapkūnaitė (1963), actrice
- Igoris Pankratjevas (1965), voetballer en voetbalcoach
- Valdemar Tomaševski (1965), politicus
- Itamar Golan (1970), Israëlisch pianist
- Vykintas Baltakas (1972), componist en dirigent
- Edvinas Krungolcas (1973), moderne vijfkamper
- Edgaras Jankauskas (1974), voetballer o.a. Club Brugge en voetbalcoach
- Julian Rachlin (1974), Litouws-Oostenrijks violist
- Igoris Morinas (1975), voetballer
- Andrius Skerla (1977), voetballer o.a. PSV
- Deividas Šemberas (1978), voetballer
- Živilė Balčiūnaitė (1979), langeafstandsloopster

### 1980-1999
- Sasha Son (1983), zanger
- Robertas Valikonis (1983), voetbalscheidsrechter
- Paulius Grybauskas (1984), voetballer
- Mirga Gražinytė-Tyla (186), dirigente
- Vilija Matačiūnaitė (1986), zangeres
- Vaidas Baumila (1987), zanger
- Donny Montell (1987), zanger
- Agnija Ditkovskytė (1988), Litouws-Russisch actrice
- Rasa Leleivytė (1988), wielrenster
- Evaldas Šiškevičius (1988), wielrenner
- Arvydas Novikovas (1990), voetballer
- Valdas Dopolskas (1992), atleet
- Paulius Šiškevičius (1993), wielrenner
- Ieva Januškevičiūtė (1994), alpineskiester
- Rokas Zaveckas (1996), alpineskiër

### 2000-
- Ainė Raupelytė (2000), beachvolleyballer
- Mykolas Alekna (2002), discuswerper